# 臼三
飛馬座ι（臼三），又名BD+24 4533，HD 210027、SAO 90238、HR 8430，是飛馬座的一颗恒星，视星等为3.76，位于銀經82.26，銀緯-24.26，其B1900.0坐标为赤經22h 2m 21.2s，赤緯+24° -24.26′ 24″。